# Verő Margit
Hauer Margit Mária, (Budapest, 24 de diciembre de 1880-después de 1954) más conocida como Verő Margit, fue una actriz húngara.

## Biografía
Hija de Ferenc Hauer, comerciante, y de Mária Benyó. Se graduó en la Academia Nacional de Arte Dramático, donde se incorporó inmediatamente a la compañía Thália, donde apareció por primera vez en la obra Apa, de Strindberg. Después apareció en obras de D'Annunzio, Hauptmann, Heyermans e Ibsen con su encantadora personalidad. Su impecable dialéctica en los papeles dialogados potenció mucho su éxito. El 22 de junio de 1907, en Ferencváros, Budapest, se casó con János Doktor y se retiró de la actuación. En la década de 1950, ella y los antiguos miembros de la Sociedad Thália (Gusztáv Vándory, Jenő Herczeg, Ervin Jávor y Lajos Gellért) interpretaron la obra "Poliőrfőnök jóember" en la radio.

## Papeles principales
- Hebbel: Mária Magdolna – Teréz
- Heijermans: Remény – Klementin
- Ibsen: Nóra – Lindéné